# Olfersia bisulcata
Olfersia bisulcata är en tvåvingeart som beskrevs av Macquart 1847. Olfersia bisulcata ingår i släktet Olfersia och familjen lusflugor. Inga underarter finns listade i Catalogue of Life.